# Obelisco (segno)
L'obelisco (AFI: /obeˈlisko/) o obelo (AFI: /ˈɔbelo/) è un segno tipografico consistente in una croce a due o tre bracci †.
Di uso limitato (specialistico), si ricorre oggi alla sua forma semplificata, in genere preferita a quella "graziata" (cioè munita di grazie), un tempo più diffusa. Pur non essendo un segno di pausa, si ricordi che l'obelisco non viene mai pronunciato nella lettura, al pari di altri simboli d'uso analogo, come l'asterisco.

## Utilizzo
L'impiego dell'obelisco in tale funzione permane nei testi in cui c'è necessità di organizzare in modo particolarmente strutturato, oppure per designare la data di morte di un personaggio o, ancora, per designare l'estinzione di un fenomeno (ad esempio di una lingua o di una specie biologica), istituzione, uso, oggetto e simili.
In filologia, la crux desperationis (o "obelo") è posta all'inizio e alla fine della lezione che potrebbe non far parte del testo originale, perché questo è stato corrotto e non si può emendare; sempre in filologia, l'obelo può rappresentare una porzione di testo mancante a causa di una lacuna nel testo, provocata da un insufficiente numero di fonti che tramandano il testo, tale che non sia possibile una restitutio. La crux indica quindi il locus desperatus.
(Folchetto di Marsiglia A vos, midontç, voill retrair' en cantan)
Nel libro dei salmi indica una frase che, essendo più lunga delle altre, deve essere cantata allungando una nota.
In biologia, viene aggiunto ad un'unità tassonomica per indicare l'estinzione della categoria.
Negli scacchi indica lo scacco al re (obelisco) o lo scacco matto (doppio obelisco).
In meccanica quantistica, e più in generale in algebra, indica l'operatore aggiunto.
Nella Teoria dello stato di transizione indica tutti i parametri riferiti alla formazione dello Stato attivato.

## Storia
L'obelisco nella sua forma attuale si diffuse con il Cristianesimo, essendo comunemente impiegato nei salterî ad indicare una pausa nel canto dei salmi, minore di quella segnalata dall'asterisco. Con la diffusione della stampa, tuttavia, cominciò ad essere utilizzato nella medesima funzione svolta soprattutto dall'asterisco, come forma di richiamo a note a piè di pagina.
Il simbolo dell'obelisco ha avuto origine da una variante dell'obelus, originariamente rappresentato da una linea semplice - o una linea con uno o due punti ÷. Rappresentava uno spiedo di ferro, un dardo o l'estremità affilata di un giavellotto, simboleggiava l'inclinazione o il taglio di materia dubbia.
Si ritiene che l'obelus sia stato inventato dallo studioso omerico Zenodoto come parte di un sistema di simboli editoriali. Hanno segnato parole o passaggi discutibili o corrotti nei manoscritti dei poemi epici omerici. Il sistema fu ulteriormente perfezionato dal suo allievo Aristofane di Bisanzio, che per primo introdusse l'asterisco e usò un simbolo simile a ⊤ per un obelus; e infine dallo studente di Aristofane, a sua volta, Aristarco di Samotracia, dal quale si guadagnarono il nome di "simboli aristarchici".
Mentre l'asterisco è stato utilizzato per aggiunte correttive, l'obelus è stato utilizzato per cancellazioni correttive di ricostruzioni non valide. È stato usato quando le parole non attestate vengono ricostruite solo per motivi di argomentazione, implicando che l'autore non credeva che una tale parola o forma di parola fosse mai esistita. Alcuni studiosi usarono l'obelus e vari altri simboli critici, insieme a un secondo simbolo noto come metobelos ("fine di obelus"), variamente rappresentato come due punti disposti verticalmente, un simbolo simile a γ, un simbolo o una barra diagonale (con o senza uno o due punti). Indicavano la fine di un passaggio segnato.
Fu usato allo stesso modo dagli studiosi successivi per evidenziare le differenze tra varie traduzioni o versioni della Bibbia e altri manoscritti. Il primo studioso cristiano alessandrino Origene (circa 184–253 d.C.) lo usò per indicare le differenze tra le diverse versioni dell'Antico Testamento nel suo Hexapla. Epifanio di Salamina (c. 310–320 - 403) usò sia un taglio o un gancio orizzontale (con o senza punti) che un obelisco verticale e leggermente obliquo per rappresentare un obelus. San Girolamo(c. 347–420) usava una semplice barra orizzontale per un obelus, ma solo per i passaggi dell'Antico Testamento. Descrive l'uso dell'asterisco e dell'obelisco come: "un asterisco fa risplendere una luce, l'obelisco taglia e perfora".
Isidoro di Siviglia (c. 560-636) descrisse l'uso del simbolo come segue: "L'obelus è aggiunto a parole o frasi inutilmente ripetute, oppure dove il passaggio implica una falsa lettura, in modo che, come la freccia, giace abbassa il superfluo e fa sparire gli errori... L'obelus accompagnato da punti viene usato quando non sappiamo se un passaggio debba essere soppresso o meno."
Gli scribi medievali usavano ampiamente i simboli per i contrassegni critici dei manoscritti. Oltre a questo, l'obelisco era anche usato nelle notazioni nel cristianesimo primitivo, per indicare una piccola pausa intermedia nel canto dei Salmi, equivalente alla notazione del riposo cromatico o al simbolo del tropo nella cantillazione ebraica. Indica anche un segno di respiro durante la recitazione, insieme all'asterisco, ed è quindi spesso visto accanto a una virgola.
Nel XVI secolo, lo stampatore e studioso Robert Estienne (noto anche come Stephanus in latino e Stephens in inglese) lo usò per evidenziare le differenze nelle parole o nei passaggi tra le diverse versioni stampate del Nuovo Testamento greco (Textus Receptus).
A causa delle variazioni sui diversi usi delle diverse forme dell'obelus, c'è qualche controversia su quali simboli possano effettivamente essere considerati un obelus. Il simbolo ⨪ e la sua variante, il ÷, a volte è considerato diverso dagli altri obeli. Il termine "obelus" potrebbe essersi riferito strettamente solo alla barra orizzontale e ai simboli dell'obelisco.

## Utilizzo moderno
L'obelisco di solito indica una nota a piè di pagina se è già stato utilizzato un asterisco. Una terza nota a piè di pagina utilizza il doppio obelisco ‡. Le note a piè di pagina aggiuntive sono alquanto inconsistenti e rappresentate da una varietà di simboli, paralleli (‖), segno di sezione §, e il piede di mosca ¶, alcuni dei quali erano inesistenti nella prima tipografia moderna. In parte a causa di questo, numeri in apice sono stati sempre più utilizzati nella letteratura moderna al posto di questi simboli, soprattutto quando sono necessarie più note a piè di pagina. Alcuni testi usano asterischi e pugnali accanto agli apici, usando il primo per le note a piè di pagina per pagina e il secondo per le note di chiusura.
L'obelisco è anche usato per indicare la morte, estinzione, o l'obsolescenza. L'asterisco e l'obelisco, quando posti accanto agli anni, indicano rispettivamente l'anno di nascita e l'anno di morte. Questo uso è particolarmente comune in tedesco. Quando viene posizionato immediatamente prima o dopo il nome di una persona, l'obelisco indica che la persona è deceduta. In questo uso, è indicato come l'"obelisco della morte". Nella Oxford English Dictionary, il simbolo obelisco indica una parola obsoleta.
- In matematica e, più spesso, in fisica, un obelisco denota l'aggiunta ermitiana di un operatore; per esempio, A† denota l'aggiunta di A. Questa notazione è talvolta sostituita da un asterisco, soprattutto in matematica. L'operatore è detto hermitiana se A† = A[31].
- Nella critica testuale e in alcune edizioni di opere scritte prima dell'invenzione della stampa, i pugnali racchiudono un testo che si ritiene non originale[8].
- In biologia, l'obelisco accanto al nome di un taxon indica che il taxon è estinto[24][25][32].
- In linguistica, l'obelisco posto dopo il nome di una lingua indica una lingua estinta.
- Nella catalogazione, un doppio obelisco delimita i sotto-campi MARC.
- Nella notazione degli scacchi, l'obelisco può essere suffisso a una mossa per indicare che la mossa ha portato a un controllo, e un doppio obelisco denota scacco matto. Questa è una variazione stilistica del più comune + (segno più) per un assegno e # (segno del numero) per scacco matto.
- In chimica, il doppio obelisco viene utilizzato nella cinetica chimica per indicare una specie di stato di transizione.
- Nella statistica psicologica l'obelisco indica che una differenza tra due cifre non è significativa fino a un livello p <0,05, tuttavia è ancora considerata una "tendenza" o degna di nota. Di solito questo verrà utilizzato per un valore p compreso tra 0,1 e 0,05.
- Su un tabellone segnapunti di cricket o su un elenco di squadre, l'obelisco indica il wicket-keeper della squadra[33].
- L'asteroide 37 Fides, l'ultimo asteroide a cui è stato assegnato un simbolo astronomico prima che la pratica svanisse, è stato assegnato l'obelisco.
- In filologia, l'obelisco indica una forma obsoleta di una parola o frase[22].
- Nelle prime stampe della Bibbia di Re Giacomo, un obelisco indica che una traduzione letterale di una parola o frase si trova a margine. Quando viene utilizzato, il margine inizia con un'abbreviazione (ebr. Gk. Cald. Lat.) per la lingua originale.
- Nella Bibbia di Ginevra, un doppio obelisco indica che una traduzione letterale di una parola o frase si trova a margine. Quando viene utilizzato, il margine inizia con un'abbreviazione (ebr. Gk. Cald. Lat.) per la lingua originale.
- Nel canto anglicano che indica, l'obelisco indica un verso da cantare alla seconda parte del canto.
- Alcuni logici usano l'obelisco come un operatore di affermazione ("è vero che...")[34].

Simboli di obelisco e doppio obelisco in una varietà di caratteri, che mostrano le differenze tra caratteri stilizzati e non stilizzati. Caratteri da sinistra a destra: DejaVu Sans, Times New Roman, LTC Remington Typewriter, Garamond e Old English Text MT

Mentre i pugnali sono usati liberamente nei testi in lingua inglese, sono spesso evitati in altre lingue a causa della loro somiglianza con la croce cristiana. In tedesco, ad esempio, i pugnali sono comunemente usati solo per indicare la morte di una persona o l'estinzione di una parola, lingua, specie o simili.

## Codifica informatica
| nome            | glifo   | codice HTML              | Windows-1252 | Mac OS Roman | Unicode | LaTeX      |
| --------------- | ------- | ------------------------ | ------------ | ------------ | ------- | ---------- |
| obelisco        | Oo † Oo | &dagger; oppure &#x2020; | 134 (0x86)   | 160 (0xa0)   | U+2020  | $\dagger$  |
| doppio obelisco | Oo ‡ Oo | &Dagger; oppure &#x2021; | 135 (0x87)   | 224 (0xe0)   | U+2021  | $\ddagger$ |

N.B. : &#x****; indica un codice esadecimale; i codici Unicode vengono sempre indicati in esadecimale.

### Annotazioni
1. ↑  Dal greco obelískos, diminutivo di obelós 'spiedo' (lo Zingarelli).
2. ↑  «Segno a forma di piccolo spiedo, usato dai grammatici greci nei manoscritti per annotazioni o richiami» (così nella IX edizione del Vocabolario della lingua italiana di Nicola Zingarelli, curata dal Prof. Giovanni Balducci). Tale definizione sarà poi ridotta (a «Segno usato ecc.») e spostata sotto la voce obelo (1970), alla quale – nel significato 2 di obelisco – rimandano sia lo Zingarelli (dalla Decima edizione appunto) che il Devoto-Oli (1971)
3. ↑  A denotare tale segno sono anche spada (con riferimento all'arma in uso nel Medioevo) e in modo simile l'inglese dagger (propriamente 'daga' e, per estensione, 'pugnale').
4. ↑  Quale nota aggiuntiva, si consideri che il termine obelo[1] è usato più spesso per indicare il carattere ÷ che non il segno descritto.

### Riferimenti
1. ↑  Nuovissima Enciclopedia Generale De Agostini. Istituto Geografico De Agostini S.p.A., Novara, 1988.
2. ↑   L. Rossetti, Introduzione alla filosofia antica, Glossario, su rossettiweb.it. URL consultato il 2 maggio 2020.
3. ↑   Servei de Recursos Digitals, Corpus des Troubadors, su trobadors.iec.cat. URL consultato il 7 dicembre 2024.
4. ↑   Merriam-Webster's collegiate dictionary, Merriam-Webster, Inc, 2003,  p. 855, ISBN 978-0-87779-809-5.
«obelos.»
5. ↑   William Harrison Ainsworth (a cura di), The New monthly magazine, vol. 125, Chapman and Hall, 1862,  p. 1.
6. ↑   obelus, su oxforddictionaries.com, Oxford Dictionaries Online, aprile 2010. URL consultato il 20 marzo 2021 (archiviato dall'url originale il 1º settembre 2013).
7. ↑   Harold P. Scanlin, A New Edition of Origen's Hexapla: How It Might Be Done, in Alison Salvesen (a cura di), Origen's Hexapla and fragments: papers presented at the Rich Seminar on the Hexapla, Oxford Centre for Hebrew and Jewish Studies, 25th-3rd August, Mohr Siebeck, 1998,  p. 439, ISBN 978-3-16-146575-8.
8. 1 2 3   Paul D. Wegner, A student's guide to textual criticism of the Bible, InterVarsity Press, 2006,  p. 194, ISBN 978-0-19-814747-3.
9. ↑   George Maximilian Anthony Grube, The Greek and Roman critics, Hackett Publishing, 1965,  p. 128, ISBN 978-0-87220-310-5.
10. ↑   BHS Critical Apparatus (PDF), in A Simplified Guide to BHS. URL consultato il 27 agosto 2011 (archiviato il 24 gennaio 2011).
11. 1 2   Hexapla, su newadvent.org, The Catholic Encyclopedia. URL consultato il 27 agosto 2011 (archiviato il 4 settembre 2011).
12. ↑   Ernst Würthwein, The text of the Old Testament: an introduction to the Biblia Hebraica, Wm. B. Eerdmans Publishing, 1995,  p. 58, ISBN 978-0-8028-0788-5.
13. 1 2 3 4   The Meaning of the Markings, Critical Marks and Marginal Notes: Their True Significance, su pericopedeadultera.com, The Nazaroo Files, 19 febbraio 2009. URL consultato il 27 agosto 2011 (archiviato dall'url originale l'11 marzo 2012).
14. ↑   Daniel H. Garrison, The student's Catullus, University of Oklahoma Press, 2004,  p. 184, ISBN 978-0-8061-3635-6.
15. ↑   R. Grant Jones, The Septuagint in Early Christian Writings (PDF), in Notes on the Septuagint, 2000,  p. 4. URL consultato il 27 agosto 2011 (archiviato il 13 agosto 2011).
16. ↑   William Smith e Henry Wace (a cura di), A Dictionary pf Christian Biography, Literature, Sects and Doctrines; During the First Eight Centuries. Being A Continuation of 'The Dictionary of the Bible', Volume III. Hermogenes–Myensis, John Murray, 1882.
17. ↑   Johann Georg Hamann e Kenneth Haynes, Writings on philosophy and language, Cambridge University Press, 2007,  p. 94, ISBN 978-0-19-920246-1.
«obelus dagger.»
18. ↑   Richard Barrie Dobson, Encyclopedia of the Middle Ages, Volume 2, Routledge, 2000,  p. 1038, ISBN 978-1-57958-282-1.
19. ↑   Kay Kaufman Shelemay, Peter Jeffery e Ingrid Monson, Oral and written transmission in Ethiopian Christian chant, in Iain Fenlon (a cura di), Early Music History: Studies in Medieval and Early Modern Music, Cambridge University Press, 1994,  p. 81, ISBN 978-0-521-45180-2.
20. ↑   Obelisk, Obelus, Dagger, su seiyaku.com. URL consultato il 26 agosto 2011 (archiviato il 29 settembre 2011).
21. ↑   David Martin (French divine), Chap. X. Of the Obelus and Semicircle, the passage of St. John is mark'd with in Stephen's Edition, in A critical dissertation upon the seventh verse of the fifth chapter of St. John's First Epistle: there are three that bear record in Heaven, &c. : wherein the authentickness of this text is fully prov'd against the objections of Mr. Simon and the modern Arians, Printed for William and John Innys, 1719,  p. 65.
22. 1 2 3   Eric Partridge, You Have a Point There: A Guide to Punctuation and Its Allies, Routledge, 2004,  p. 235, ISBN 978-0-203-37992-9.
23. 1 2 3 4   Hoefler, Jonathan, House of Flying Reference Marks, or Quillon & Choil, su typography.com, Hoefler & Frere-Jones, 4 giugno 2009. URL consultato il 6 aprile 2010 (archiviato dall'url originale il 5 febbraio 2010).
24. 1 2   John D. Reynolds, Handbook of fish biology and fisheries, Wiley-Blackwell, 2002,  p. 108, ISBN 978-0-632-05412-1.
25. 1 2   Colin Tudge, Conventions for Naming Taxa, in The variety of life: a survey and a celebration of all the creatures that have ever lived, Oxford University Press, 2000,  p. 93, ISBN 978-0-19-860426-6.
26. 1 2   Guide to the Third Edition of the OED, su oed.com, Oxford University Press. URL consultato il 26 agosto 2011 (archiviato il 30 agosto 2011).
27. ↑   Elizabeth Knowles, Oxford dictionary of phrase and fable, Oxford University Press, 2006, ISBN 978-0-19-920246-1.
28. ↑   Alastair Campbell, The digital designer's jargon buster, The Ilex Press Ltd, 2004,  p. 84, ISBN 978-1-904705-35-2.
29. ↑   John Lennard (a cura di), Punctuation, in The poetry handbook: a guide to reading poetry for pleasure and practical criticism, Oxford University Press, 2005,  p. 140, ISBN 978-0-19-926538-1.
30. ↑   Author Line, su apsstylemanual.org, The APS Online Style Manual. URL consultato il 26 agosto 2011 (archiviato dall'url originale il 31 marzo 2012).
31. ↑  (EN) Eric W. Weisstein, Obelisco, in MathWorld, Wolfram Research.
32. ↑   David L. Hull, Science as a process: an evolutionary account of the social and conceptual development of science, University of Chicago Press, 1990,  p. 254, ISBN 978-0-226-36051-5.
«dagger symbol extinction.»
33. ↑   Cricket Scorecard: 43rd Match, Super Eights: Australia v Sri Lanka at St George's, su espncricinfo.com, ESPN Cricinfo, 16 aprile 2007. URL consultato il 19 marzo 2015 (archiviato il 4 aprile 2015).
34. ↑   Jc Beall, Christ – a contradiction, in Journal of Analytic Theology, vol. 7,  pp. 400-433, DOI:10.12978/jat.2019-7.090202010411.